# Valentine's Day (chanson)
Pour les articles homonymes, voir Valentine's Day.
Singles de David Bowie
The Next Day
(juin 2013) Love Is Lost
(décembre 2013)
Pistes de The Next Day
Where Are We Now?
(5) If You Can See Me
(7)
Valentine's Day est une chanson de David Bowie parue en 2013 sur l'album The Next Day.
En abordant la psychologie d'un tueur de masse elle constitue un manifeste contre la vente libre des armes aux États-Unis. Elle forme le quatrième single tiré de l'album, après Where Are We Now?, The Stars (Are Out Tonight) et The Next Day.

## Description

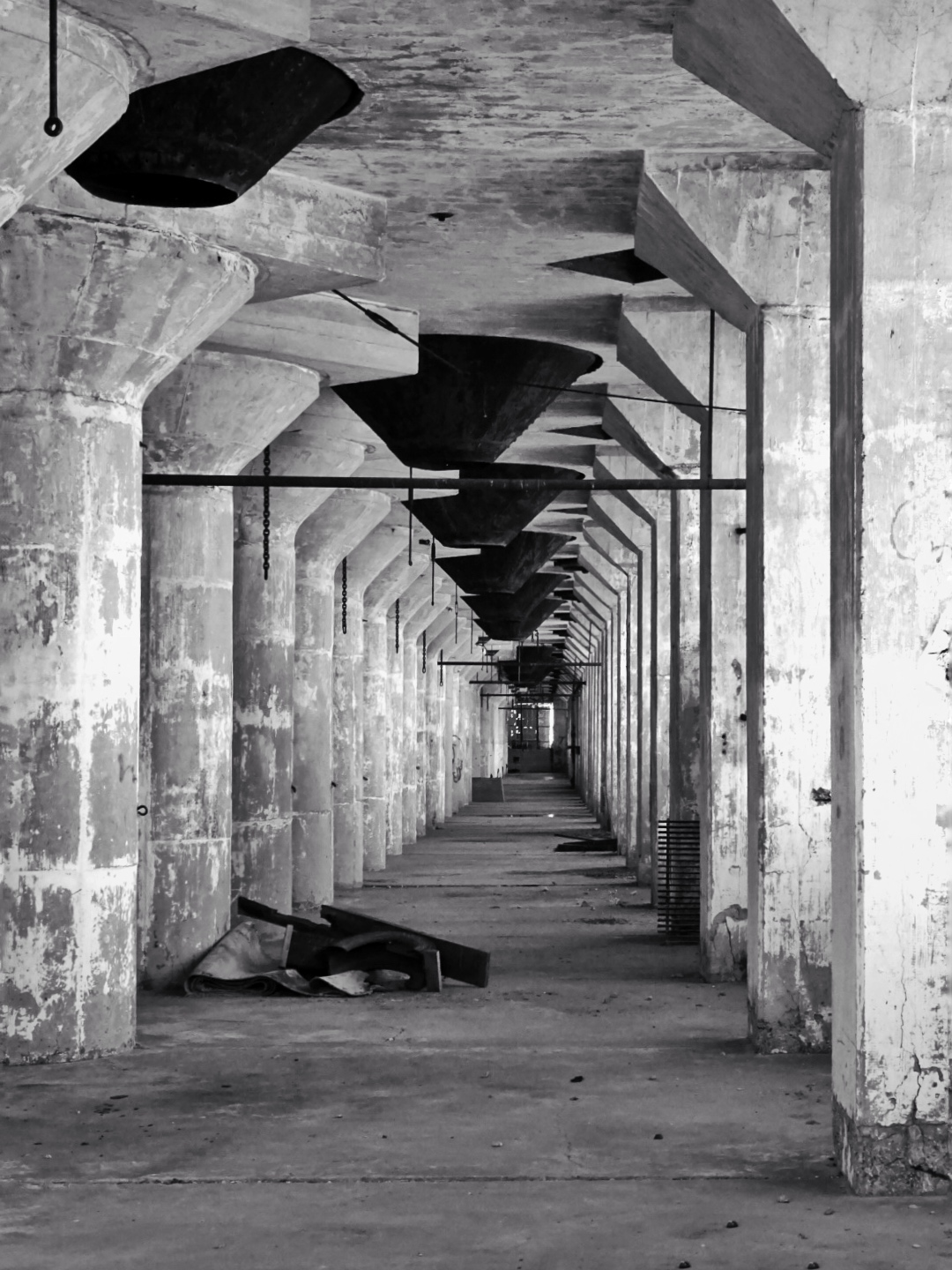
L'intérieur du ' abandonné où est tourné le clip de Valentine's Day.

Ni le titre, « la Saint-Valentin », ni la mélodie sympathique de cette chanson ne doivent être pris au premier degré : ils cachent l'histoire d'un massacre. Valentin est un adolescent américain, et le jour dont il s'agit est celui où il pense atteindre la célébrité. Comme si souvent dans l'histoire américaine des dernières décennies, il a ouvert le feu sur ses condisciples, dans son école, son lycée ou son université. L'homophonie Valentine / Columbine, du nom du lycée endeuillé le 20 avril 1999 par une des plus célèbres fusillades de ce type ne doit évidemment rien au hasard.
Bowie tente d'explorer les ressorts psychologiques de l'adolescent : celui-ci ressasse la lamentable excuse qu' « il a quelque chose à dire », il explique « ce qu'il sentirait s'il tenait le monde sous son talon », « ses sentiments les plus précieux »,.
Ce traitement empathique distingue Valentine's Day de la façon dont d'autres artistes ont abordé le thème de ces fusillades : les Boomtown Rats avec I Don't Like Mondays, de l'explication donnée par une lycéenne de San Diego pour expliquer le massacre qu'elle commet en 1979, mais aussi Alice Cooper, Eminem, Marilyn Manson et Nicki Minaj.

## Enregistrement et publication
Les instruments pour Valentine's Day sont enregistrés le 24 juillet 2012 et la voix de Bowie le 18 septembre suivant, au cours des dernières séances pour l'album. Le morceau sort le 19 août 2013 en single, sous forme d'un vinyle de 7 " dont la pochette est illustrée par un gros plan des mains de Bowie, extrait de la couverture de "Heroes".
L'accompagne un clip vidéo de Markus Klinko et Indrani, où Bowie est filmé, guitare Hohner en main évoquant une arme à feu, dans un bâtiment désaffecté du terminal Red Hook Grain à Brooklyn. L'ambiance s'assombrit progressivement et l'expression du chanteur devient colérique et menaçante, alors que l'ombre de la guitare prend la forme d'un fusil d'assaut.  Une image subliminale montre en gros plan une balle en plein vol, juste à côté des cordes de guitare. Dans la scène finale, Bowie, face caméra et guitare brandie au-dessus de sa tête, parodie une image célèbre de Charlton Heston faisant la promotion de la National Rifle Association of America peu après le massacre de Columbine.

## Musiciens
- David Bowie : chant
- Earl Slick : guitare
- Tony Visconti : basse, mixage, production
- Sterling Campbell : batterie